# Loga
Loga es una comuna o municipio del departamento de Loga de la región de Dosso, en Níger. En diciembre de 2012 presentaba una población censada de 82 400 habitantes.
Se encuentra situada al suroeste del país, cerca del río Níger, de la frontera con Benín y Nigeria, y de la capital nacional, Niamey.